# Kōta Sugiyama
Kōta Sugiyama (japanisch 杉山 浩太 Sugiyama Kōta; * 24. Januar 1985 in der Präfektur Shizuoka) ist ein ehemaliger japanischer Fußballspieler.

## Karriere
Sugiyama erlernte das Fußballspielen in der Jugendmannschaft von Shimizu S-Pulse. Seinen ersten Vertrag unterschrieb er 2003 bei den Shimizu S-Pulse. Der Verein spielte in der höchsten Liga des Landes, der J1 League. 2005 erreichte er das Finale des Kaiserpokal. Für den Verein absolvierte er 61 Erstligaspiele. 2008 wurde er an den Ligakonkurrenten Kashiwa Reysol ausgeliehen. 2008 erreichte er das Finale des Kaiserpokal. Für den Verein absolvierte er 34 Erstligaspiele. 2010 kehrte er zu Shimizu S-Pulse zurück. 2010 erreichte er das Finale des Kaiserpokal. 2012 erreichte er das Finale des J.League Cup. Am Ende der Saison 2015 stieg der Verein in die J2 League ab. 2016 wurde er mit dem Verein Vizemeister der J2 League und stieg wieder in die J1 League auf. Für den Verein absolvierte er 88 Ligaspiele. Ende 2017 beendete er seine Karriere als Fußballspieler.

## Erfolge
Shimizu S-Pulse
- J.League Cup

Finalist: 2012
- Kaiserpokal

Finalist: 2005, 2010
Kashiwa Reysol
- Kaiserpokal

Finalist: 2008